# Plumelec
Plumelec település Franciaországban, Morbihan megyében. Lakosainak száma 2730 fő (2022. január 1.). Plumelec Cruguel, Lizio, Sérent, Trédion, Plaudren, Saint-Jean-Brévelay és Billio községekkel határos.

## Népesség
A település népességének változása:
| Lakosok száma | 2498 | 2355 | 2343 | 2531 | 2706 | 2680 | 2680 | 2679 | 2686 | 2730 |
|               | 1968 | 1982 | 1990 | 2006 | 2013 | 2015 | 2017 | 2019 | 2020 | 2022 |